# 乐浪郡
乐浪郡（諺文：낙랑군(南)Nagrang-gun/락랑군(北)Ragrang-gun），是漢武帝在公元前108年设置的汉四郡之一，治所在朝鲜县（今朝鲜民主主义人民共和国平壤大同江南岸），管辖朝鲜半岛西北部，4世纪初被高句麗吞并。

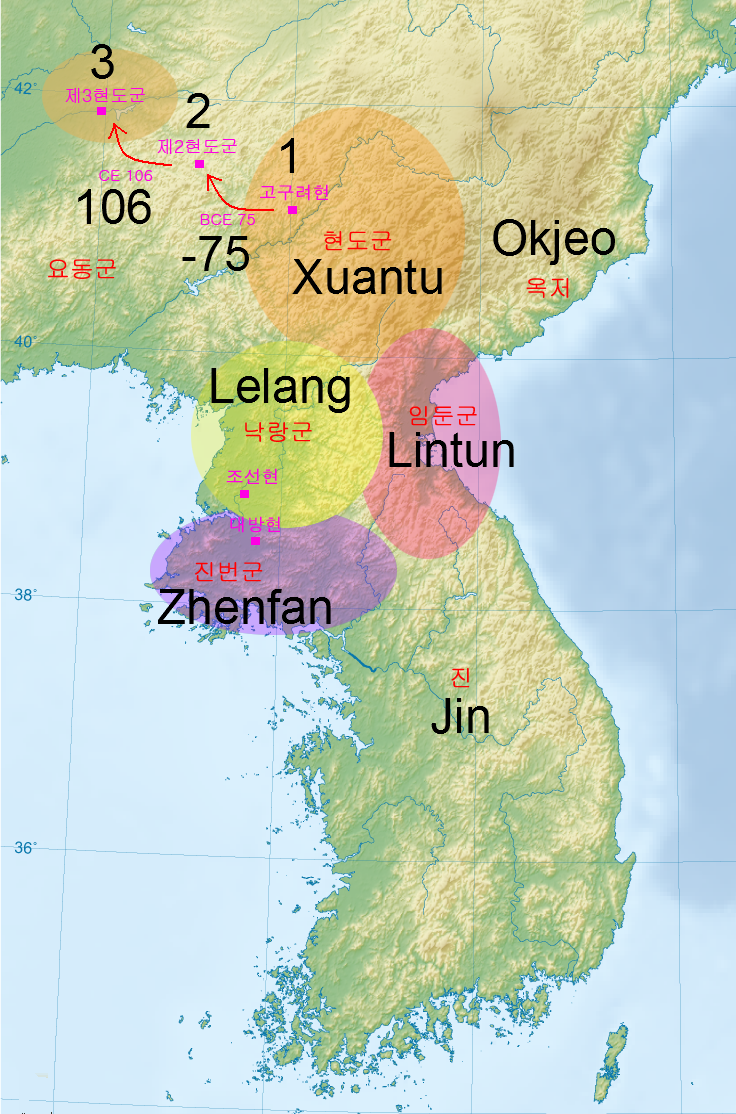
漢四郡

## 起源
在商朝之前，居住在此的部族稱良夷，或樂浪夷，因此得名。

## 歷史

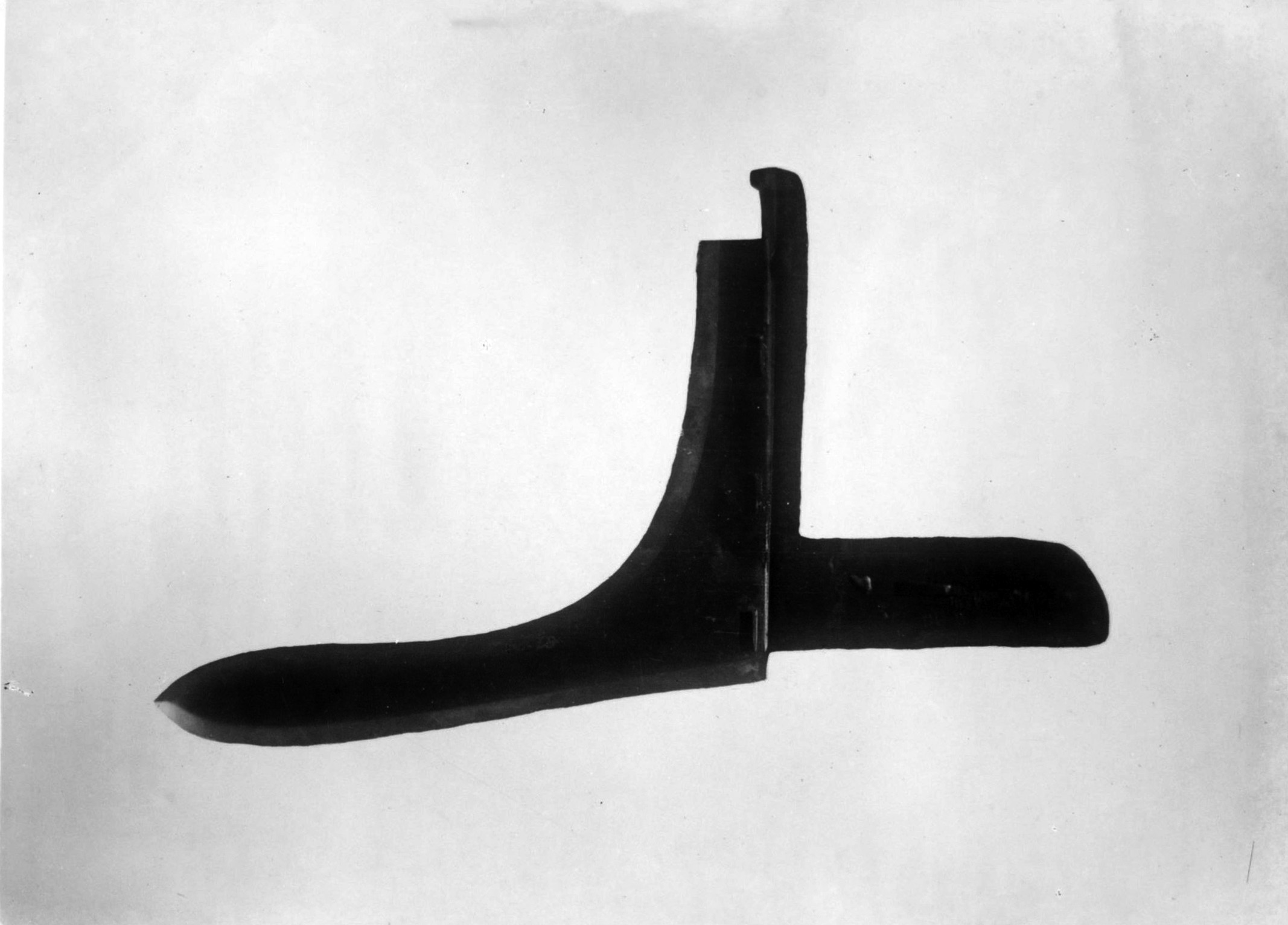
在乐浪郡所发现的戟戈

公元前109年，漢武帝派兵由水陸兩路進攻，征戰滅亡卫满朝鲜，次年置为樂浪、玄菟、臨屯、真番四郡，属于幽州。治所朝鲜县城是故卫氏朝鲜都城王险城。
公元前82年，汉昭帝罢临屯、真番二郡入乐浪郡，以真番故县置南部都尉，次年玄菟郡後為夷貊所侵，徙郡於高句骊县（今辽宁省新宾县西南）西北，更以沃沮為縣，屬樂浪東部都尉（以岭东七县置东部都尉）。
王莽建立新朝後，改郡名為樂鮮郡。新末東漢初時，當地豪族王調殺死太守劉憲，自稱大將軍、樂浪太守，割據樂浪郡。
公元37年，高句麗大武神王向鸭绿江南的乐浪郡发动进攻，一度占据。七年后（42年），光武帝派兵渡海收复了乐浪，阻止了高句丽的扩张。49年2月，慕本王派遣将军袭击东汉的右北平、渔阳、上谷、辽西等四个郡。辽东太守祭肜以恩义及信义向慕本王对质，并透过和亲使两国的关系得以回复。
东汉末年，辽东太守公孙康管辖乐浪郡地区，析樂浪郡南部都尉為带方郡，並為曹魏、西晉所承繼。《晋书》卷一四《地理志》记载：“咸寧二年（276）十月，分昌黎、辽东、玄菟、带方、乐浪等郡国五置平州”，“乐浪郡，汉置，统县六，户三千七百”，“带方郡，公孙度置，统县七，户四千九百。”
西晋八王之乱后，中原大乱，高句丽开始南下压迫乐浪郡。高句丽美川王十二年（311年）夺取西安平县（位于今鸭绿江口北岸），切断了乐浪、带方二郡与辽东的联系。313年，據有樂浪、帶方二郡的張統因不堪長期孤軍與高句麗、百濟作戰而率千餘家遷到遼西投靠慕容廆。慕容廆後為其在遼西僑置樂浪郡。《三国史记·高句丽本纪》則记载，高句丽“侵乐浪郡，虏获男女二千余口。”管轄朝鮮半島的漢四郡滅亡。

## 行政區劃
《漢書·地理志》載：乐浪郡，武帝元封三年开。莽曰乐鲜。属幽州。户六万二千八百一十二，口四十万六千七百四十八。有云鄣。县二十五：朝鲜，讑邯，浿水，水西至增地入海。莽曰乐鲜亭。含资，带水西至带方入海。黏蝉，遂成，增地，莽曰增土。带方，驷望，海冥，莽曰海桓，列口，长岑，屯有，昭明，高部都尉治。镂方，提奚，浑弥，吞列，分黎山，列水所出。西至黏蝉入海，行八百二十里。东暆，不而，东部都尉治。蚕台，华丽，邪头昧，前莫，夫租。

## 遺址

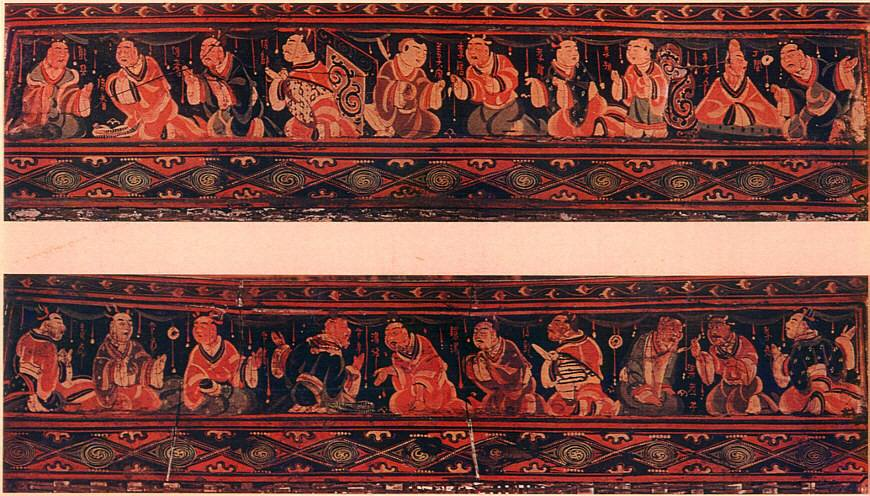
东汉乐浪彩箧漆画

樂浪郡治址位於今平壤南郊樂浪區域大同江南岸土城裡的台地上，平面不規則，東西約長700米，南北約長600米。1935和1937年在城址東部發現柱礎石、甬路、井和下水道等建築遺蹟。城址內出土了豐富的瓦當、封泥、陶器和銅鐵器等。瓦當上除常見的雲紋以外，還發現有「樂浪禮官」、「樂浪富貴」等銘文。除「樂浪太守章」和「樂浪大尹章」之外，朝鮮等23縣的令、長、丞、尉的官印都有發現。
城址南面是總數達2000餘座的樂浪墓葬群。這些墳丘墓外形多為中國周、漢時期墓葬典型的方台形封土。墓葬結構主要有木槨墓和磚室墓兩種，其具體造法、式樣乃至花紋都與中原漢墓沒有差異。比较典型的是王光墓和彩箧墓，前者单室双棺，出土的木印上刻有“乐浪太守椽王光之印”。后者双室三棺，因出土有以孝子传为题材的人物彩画漆箧而得名，墓内的一枚木简上书有“缣三匹，故吏朝鲜丞田肱谨遣吏再拜祭”。各墓出土的带铭文漆器达57件，纪年上自西汉始元二年（前85），下到东汉永元十四年(102)，漆器的铭文中还有广汉郡或蜀郡等产地的字样。墓砖铭文的纪年较早的有魏嘉平二年(250)、景元元年(260)，稍晚有西晋的泰始、咸宁、太康、元康、建始、泰安、建兴等年号，甚至还有东晋的永和九年(353)和元兴三年(404)等纪年。较有代表性的石椁墓南井里119号墓建有前后二室，用石块砌成方锥形的券顶，同后来的高句丽墓葬相当接近。
所屬蟬縣治址位於平安南道龍岡郡城峴里，城略呈長方形，東西約1500米，南北約1300米。城東北遺有東漢元和二年（公元85）的蟬神祠碑，碑銘內容為蟬長向山川之神平山君祈求百姓安寧五穀豐登，是朝鮮半島最早的石刻。

## 平壤與樂浪郡

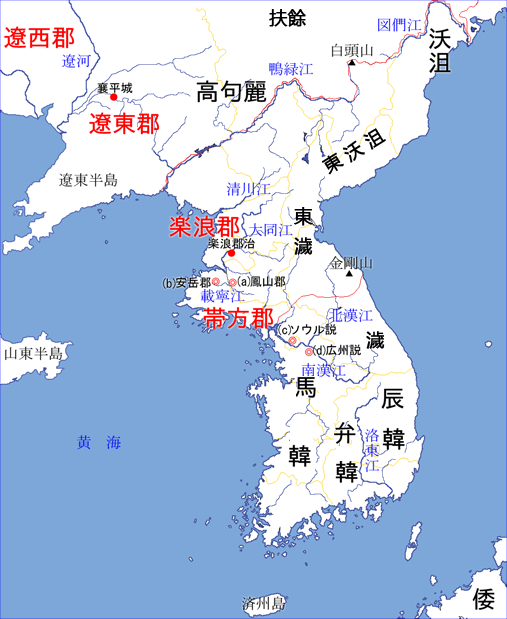
西元三世紀的朝鮮半島政治地图

《三國史記》記載公元37年大武神王向鸭绿江南的乐浪郡发动进攻，一度占据。 七年后，光武帝派兵渡海收复了乐浪，阻止了高句丽的扩张。49年2月，慕本王派遣将军袭击后汉的北平、渔阳、上谷、太原等四个郡。辽东太守祭肜以恩义及信义向慕本王对质，并透过和亲使两国的关系得以回复。
据《三国史记》东川王本纪记载，东川王二十一年（247年），“王以丸都城经乱不可复都，筑平壤城，移民及庙社。平壤者，本仙人王俭之宅也，或云王之都王险。” 不过《晋书》卷一四《地理志》记载：“咸宁二年（276年）十月，分昌黎、辽东、玄菟、带方、乐浪等郡国五置平州”，“乐浪郡，汉置，统县六，户三千七百”，“带方郡，公孙度置，统县七，户四千九百”。因此247年东川王所城的平壤应该為國內城的衛城，而不在大同江。 西晋八王之乱后，中原大乱，高句丽开始南下压迫乐浪郡。高句丽美川王十二年（311年）夺取西安平县，切断了乐浪, 带方二郡与辽东的联系。故国原王四十一年，“百济王率兵三万来攻平壤城”；小兽林王七年“百济将兵三万来侵平壤”；广开土王四年，“与百济战于浿水之上”。这些都表明公元4世纪初高句丽已夺取了二郡，控制了大同江流域。
在中国史籍中，“平壤”之名首见《魏书·高句丽传》。而同期南朝似乎記載高句麗的都城還在丸都山下。後隋唐史採用北史記載，認為平壤就是漢朝樂浪郡。
近期考古发现，今朝鲜首都平壤西南的黄海道信川郡一带出土的众多铭文砖普遍使用两晋年号，可证东晋年间当地曾有奉东晋正朔的势力存在。而安岳郡的《冬寿墓志》也可证东晋曾任佟寿为“使持节都督诸军事，平东将军，护抚夷校尉，乐浪相、昌黎、玄菟、带方太守、都乡侯”。